# كحولية
الكحولية أو إدمان المسكرات أو إدمان الكحول، أو اضطراب استخدام الكحول (بالإنجليزية: Alcoholism)‏ هو مصطلح واسع لأي شرب للكحول يسبب مشاكل نفسية أو صحية. تم تقسيم الاضطراب سابقًا لنوعين: معاقرة الكحول والاعتماد على الكحول. في الإطار الطبي، يقال أن الكحولية موجودة حين يتواجد اثنان أو أكثر من الحالات التالية: شخص يشرب كميات كبيرة من الكحول لفترة طويلة من الزمن ويعاني من صعوبة في التوقف عنه والحصول على الكحول وشربه يستغرق وقتًا كبيرًا والرغبة العارمة في شرب الكحول ويؤدي الاستخدام لعدم الإيفاء بالمسؤولية وإلى مشاكل اجتماعية ومشاكل صحية ومواقف خطيرة، وظهور أعراض انسحاب عند التوقف وحدوث تحمل للكحول مع الاستخدام. تشمل المواقف الخطرة القيادة تحت تأثير الكحول أو الجنس غير الآمن وغيرها. يمكن أن يؤثر استعمال الكحول على كل أجزاء الجسم، لكنه يؤثر بالأخص على المخ والقلب والكبد والبنكرياس والجهاز المناعي. قد يؤدي هذا إلى اضطراب نفسي ومتلازمة فرنيكيه كورساكوف، واضطراب النظم القلبي، وتشمع الكبد، وزيادة خطر الإصابة بالسرطان، وغيرها من الأمراض. خلال بداية الحمل قد يضر الكحول بالطفل ما يؤدي إلى متلازمة الجنين الكحولي. النساء عمومًا أكثر حساسية من الرجال للتأثيرات الجسدية والنفسية الضارة للكحول.
تمثل العوامل البيئية والجينية مكونين يرتبطان بالكحولية، حيث يتم إرجاع نصف الخطر لكل واحد منهما. الشخص الذي لديه والد أو شقيق مصاب بإدمان الكحول فمن المحتمل أن يصبح مدمن بنسبة 3 إلى 4 مرات مقارنة بالشخص العادي. تشمل العوامل البيئية التأثيرات الاجتماعية والثقافية والسلوكية. المستويات المرتفعة من الضغط النفسي والقلق، بالإضافة للتكلفة المنخفضة للكحول وسهولة الحصول عليه، تزيد من الخطورة. قد يستمر الناس في شرب الكحول جزئياً لمنع أو تحسين أعراض الانسحاب. حين يتوقف الشخص عن شرب الكحول، قد يعاني من مستوى منخفض من الانسحاب يستمر لشهور. طبيًا، تعتبر الكحولية مرضاً عضوياً ونفسياً. قد تكشف الاستبيانات وبعض اختبارات الدم الأشخاص الذين يحتمل أن يكونوا مدمنين للكحول. يتم بعدها تجميع المزيد من المعلومات لتأكيد التشخيص.
يمكن محاولة منع الكحولية عن طريق تنظيم والحد من بيع الكحول وفرض الضرائب عليه لزيادة تكلفته وتوفير علاج رخيص. قد يأخذ العلاج خطوات عديدة. بسبب المشاكل الطبية التي قد تحدث أثناء سحب الكحول، يجب التحكم بحرص في إيقاف تعاطي الكحول. أحد الطرق الشائعة تتضمن استخدام بنزوديازيبينات، مثل ديازيبام. يمكن إعطاء تلك الأدوية بينما المريض في مؤسسة صحية أو من حين لآخر بينما يظل الشخص في المجتمع مع إشراف قريب. الاضطراب النفسي أو أي إدمان آخر قد يعقد من العلاج. بعد إيقاف الكحول، يستخدم الدعم في صورة علاج جماعي، أو مجموعات دعم لمساعدة الشخص لمنعه عن العودة للشرب. أحد أنواع الدعم الشائعة هي مجموعة «مدمنو الكحول المجهولون». يمكن كذلك استخدام الأدوية مثل أكامبروسيت أو ديسلفيرام أو نالتريكسون للمساعدة على منع المزيد من الشرب.
تقدر منظمة الصحة العالمية أنه اعتبارًا من 2010 كان هناك 208 مليون شخص مصابون بالكحولية عبر العالم (4.1% من سكان العالم الأكبر من 15 سنة). في الولايات المتحدة، حوالي 17 مليون (7%) من البالغين و0.7 مليون (2.8%) من المراهقين بين 12 إلى 17 سنة مصابون بالمشكلة. الكحولية أكثر شيوعًا بين الذكور والبالغين الصغار، وتصبح أقل شيوعًا في السن المتوسط والكبير. المعدل الأقل شيوعًا للكحولية هو في أفريقيا، بنسبة 1.1% بينما المعدل الأعلى في أوروبا الشرقية، بنسبة 11%. تسببت الكحولية بشكل مباشر في 139,000 حالة وفاة في 2013، مقارنة بـ112,000 في 1990. من المعتقد أن 3.3 مليون حالة وفاة (5.9% من كل الوفيات) تنتج عن الكحول. وعادة ما تقلل الكحولية من متوسط العمر المتوقع للشخص بحوالي 10 سنوات. في الولايات المتحدة، تسببت في تكاليف اقتصادية بلغت 224 مليار دولار في 2006. العديد من المسميات، بعضها مهين والآخر غير رسمي، تم استخدامها للإشارة للأشخاص المصابين بالكحولية، وتشمل تلك المصطلحات مدمن وسكير ومهووس بالشراب. في 1979، ثبطت منظمة الصحة العالمية استخدام مصطلح «الكحولية» بسبب معناه غير الدقيق، مفضلة «متلازمة الاعتماد على الكحول».

## الأعراض والعلامات

### العلامات المبكرة
يبدأ خطر الاعتماد على الكحول منذ المستويات المنخفضة من الشرب ويزيد بشكل مباشر مع زيادة حجم استهلاك الكحول ونموذج شرب كميات أكبر في مناسبة ما، حتى مستوى التسمم، فيما يطلق عليه أحيانا «شرب الحفلات». الشباب البالغ بالأخص يتورطون بشكل أكثر في شرب الحفلات[بحاجة لمصدر]

### سوء الاستخدام على المدى الطويل

بعض تأثيرات الكحول طويلة الأمد المحتملة التي قد يعاني منها الشخص. بالإضافة، في الحوامل قد يسبب الكحول متلازمة الجنين الكحولي.

تتميز الكحولية بزيادة تحمل الكحول - ما يعني أن الشخص يمكنه شرب كحول أكثر - وكذلك بالاعتماد الجسدي على الكحول، الذي يجعل من الصعب على الشخص التحكم في استهلاكه. يمكن أن يؤدي الاعتماد الجسدي الناتج عن الكحول إلى رغبة قوية جدا لدى الشخص لشرب الكحول. تلعب تلك الخواص دورًا يقلل من قدرة المدمن على التوقف عن الشرب. يمكن أن تكون للكحولية تأثيرات عكسية على الصحة النفسية، مسببة اضطرابات نفسية وزيادة خطورة الانتحار. الاكتئاب هو عرض شائع بين من يشربون الكحول بشراهة.

### إشارات التحذير
إشارات تحذير الكحولية تشمل استهلاك كميات متزايدة من الكحول والتسمم المتكرر والانشغال بالشرب لدرجة استبعاد الأنشطة الأخرى وتقديم الوعود بالتوقف عن الشرب مع الفشل في الوفاء بتلك الوعود وعدم القدرة على تذكر ما قيل أو فُعل أثناء الشرب (فيما يعرف بالعامية بـ«فقدان الوعي») وتغيرات في الشخصية وإنكار أو خلق الأعذار للشرب ورفض الاعتراف بالشرب الكثير واختلال في أداء الوظيفة في العمل أو المدرسة وفقد الاهتمام بالمظهر الشخصي وفقدان الإهتمام بالنظافة ومشاكل زوجية واقتصادية والشكوى من الحالة الصحية السيئة مع فقدان الشهية والعدوى التنفسية وزيادة القلق.

#### جسديًا

##### تأثيرات قصيرة الأمد
شرب ما يكفي من الكحول لجعل تركيز الكحول في الدم 0.03-0.12% يسبب عادة تحسن عام في المزاج وابتهاج، وزيادة الثقة في النفس والمؤانسة ونقص القلق واحمرار الوجه وضعف الحكم على الأمور بطريقة صحيحة والتنسيق العضلي الناعم. تركيز الكحول في الدم ما بين 0.09‰ إلى 0.25% يسبب كسل وتهدئة ومشاكل في الاتزان وعدم وضوح الرؤية. تركيز كحول بين 0.18‰ إلى 0.30% يسبب ارتباك عميق واضطراب الكلام وترنح ودوخة وتقيؤ. تركيز الكحول بين 0.25-0.40% يسبب ذهول وفقدان الوعيوفقد الذاكرة التقدمي وتقيؤ (قد تحدث الوفاة بسبب استنشاق القئ «شفط رئوي» أثناء نقص التهوية في الشخص فاقد الوعي). تركيز الكحول بين 0.35‰إلى 0.80% يسبب غيبوبة، ونقص تهوية يهدد الحياة، وتسمم كحولي قد يكون قاتلاً. مع كل المشروبات الكحولية، شرب الكحول أثناء قيادة سيارة، أو طائرة أو آليات ثقيلة يزيد خطورة وقوع حادث، وتوقع العديد من الدول غرامات على السائقين المخمورين.

##### تأثيرات طويلة الأمد
تناول أكثر من مشروب واحد في اليوم بالنسبة للنساء أو أكثر من مشروبين للرجال يزيد خطر أمراض القلب، وارتفاع ضغط الدم، والرجفان الأذيني، والسكتة. يزيد الخطر في الأشخاص الأصغر سنا بسبب شرب الحفلات، الذي قد يؤدي لحوادث أو أعمال عنف. من المتوقع أن حوالي 3.3 مليون حالة وفاة سنويًا (5.9% من كل حالات الوفاة) تحدث بسبب الكحول. تقلل الكحولية من متوسط العمر المتوقع للشخص بحوالي 10 سنوات واستهلاك الكحول هو ثالث أكثر سبب رئيسي للوفاة في الولايات المتحدة. لا ينصح أي اتحاد طبي محترف الأشخاص الذين لا يشربون الكحول بالبدء في شرب النبيذ. قد تؤدي معاقرة الكحول طويلة الأمد إلى عدد من الأعراض الجسدية، والتي تشمل تشمع الكبد والتهاب البنكرياس والصرع واعتلال الأعصاب المتعدد ومتلازمة فرنيكيه كورساكوف وأمراض القلب وسوء التغذية وقرح هضمية وعجز جنسي وفي النهاية قد يكون مميتًا. بعض التأثيرات الجسدية الأخرى تشمل زيادة خطورة حدوث أمراض قلبية وعائية وسوء الامتصاص ومرض الكبد الكحولي والعديد من السرطانات. قد يحدث تلف في الجهاز العصبي المركزي والجهاز العصبي المحيطي نتيجة استهلاك الكحول المستمر. يمكن أن ينتج نطاق واسع من أمراض نقص المناعة ويكون هناك هشاشة هيكلية عامة، بالإضافة للميل لحدوث إصابات الحوادث، ما ينتج عنه كسور بالعظام.
قد يحدث للنساء مضاعفات طويلة الأمد للاعتماد على الكحول بشكل أسرع من الرجال. بالإضافة لوجود معدل وفيات لدى النساء أعلى من الرجال بسبب إدمان الكحول. تشمل الأمثلة على المضاعفات طويلة الأمد تلف الدماغ والقلب والكبد وزيادة خطر الإصابة بسرطان الثدي. بالإضافة لذلك، وُجد أن الشرب الكثير له تأثير سلبي عبر الوقت على الوظيفة التناسلية في النساء. يؤدي هذا إلى خلل تناسلي مثل انقطاع الإباضة أو نقص كتلة المبيض أو عدم انتظام الدورة الشهرية أو الوصول لسن اليأس مبكرًا. يمكن أن يحدث الحماض الكيتوني الكحولي في الأفراد الذين يشربون الكحول بكميات كبيرة بشكل مزمن مع تاريخ حديث من شرب الحفلات. تختلف كمية الكحول التي يمكن معالجتها حيوياً وتختلف تأثيراتها بحسب الجنس. حيث تؤدي نفس كمية الكحول المستهلكة بواسطة الرجال والنساء إلى تركيز أعلى للكحول في الدم في النساء؛ نظرًا لأن النساء لديهن نسبة أكبر من الدهون في الجسم وبالتالي حجم توزيع أقل للكحول عن الرجال، ولأن معدة الرجل تميل لأيض الكحول بشكل أسرع.

#### نفسيًا
يؤدي سوء استعمال الكحول طويل الأمد إلى نطاق واسع من المشاكل النفسية. مشاكل الإدراك الشديدة شائعة، حوالي 10% من كل حالات الخرف متعلقة باستهلاك الكحول، ما يجعله السبب الثاني للخرف. يسبب استهلاك الكحول الزائد تلف لوظائف الدماغ، ويمكن أن تتأثر الصحة النفسية بشكل متزايد عبر الوقت. تضعف المهارات الاجتماعية بشكل كبير في الأشخاص الذين يعانون من الكحولية بسبب تأثير الكحول السام على المخ، بالأخص القشرة أمام الجبهية. تشمل المهارات الاجتماعية التي تضعفها معاقرة الكحول ضعف في إدراك مشاعر الوجه، ومشاكل في إدراك اللغة، وخلل في نظرية العقل، كذلك تقل القدرة على فهم الدعابة. تشيع الاضطرابات النفسية في مدمني الكحول، ويعاني حوالي 25% منهم من مشاكل نفسية شديدة. الأمراض النفسية السائدة هي اضطراب القلق والاضطراب الاكتئابي. تسوء تلك الأعراض النفسية أوليًا خلال انسحاب الكحول، ولكنها تتحسن أو تختفي تماما مع استمرار التقشف في الكحول. يمكن أن يؤدي سوء استخدام الكحول إلى الذهان والارتباط ومتلازمة الدماغ العضوي، وهو ما قد يؤدي لتشخيص خاطئ كالفصام. قد يحدث اضطراب الهلع أو يسوء كنتيجة مباشرة لسوء استخدام الكحول طويل الأمد.
من الموثق بشكل جيد حدوث اضطراب اكتئابي مع الكحولية بشكل متزامن. من بين المراضات المشتركة، يتم التمييز عادة بين حلقات الاكتئاب التي تتوقف مع التقشف عن الكحول وبين حلقات الاكتئاب الأولية والتي لا تتوقف مع التقشف. قد يزيد استعمال أدوية أخرى من خطر الاكتئاب. تختلف الاضطرابات النفسية بحسب النوع. النساء اللواتي يعانون من اضطرابات مع استعمال الكحول عادة ما يعانون من مرض نفسي متزامن مثل الاضطراب الاكتئابي أو اضطراب القلق أو اضطراب الهلع أو النهام العصبي أو اضطراب الكرب التالي للصدمة النفسية أو اضطراب الشخصية الحدي. فيما يميل الرجال للمعاناة من مشاكل نفسية تشمل اضطراب الشخصية النرجسية أو اضطراب الشخصية المعادية للمجتمع أو الاضطراب ذو الاتجاهين أو الفصام أو اضطراب نقص الانتباه مع فرط النشاط. مدمنات الكحول أكثر عرضة للاعتداء الجنسي أو البدني والتعسف والعنف الأسري مقارنة بباقي النساء، وهو ما قد يؤدي إلى حالات أعنف من الاضطرابات النفسية والاعتماد الأكبر على الكحول.

#### تأثيرات اجتماعية
تنشأ مشاكل اجتماعية خطيرة بسبب الكحولية، تنتج تلك المعضلة بسبب التغيرات المرضية في المخ والتأثيرات السامة للكحول. ترتبط معاقرة الكحول بزيادة خطر ارتكاب جرائم العنف، والتي تشمل الإساءة للأطفال والعنف الأسري والاغتصاب والسطو والاعتداء. يرتبط إدمان الكحول بالفصل من العمل، ما قد يؤدي لمشاكل مالية. الشرب في أوقات غير مناسبة والسلوك غير المناسب الناتجان عن نقص القدرة على الحكم قد يؤديان لعواقب قانونية، مثل الإدانة الإجرامية بالقيادة أثناء الثمالة أو اضطراب عام، أو عقوبات مدنية على السلوك الفاضح، وقد تؤدي إلى حكم جنائي. قد يؤثر السلوك الكحولي والتلف العقلي بعمق على المحيطين بمدمن الكحول ما يؤدي لانعزاله عن العائلة والأصدقاء. قد يؤدي هذا الانعزال إلى حدوث مشاكل زوجية والتي قد تنتهي بالطلاق كما قد يساهم في العنف الأسري. يمكن أن تسبب الكحولية كذلك إهمال الأطفال، مع ضرر مستمر للتطور العاطفي للطفل. لهذا السبب، قد يصاب أطفال الوالدين المدمنين بعدد من المشاكل العاطفية. على سبيل المثال، يمكن أن يصبحوا خائفين من والديهم؛ بسبب سلوكياتهم غير المتزنة. بالإضافة إلى ذلك، يمكن أن يكون لديهم شعور كبير بالخزي بسبب عدم قدرتهم على تحرير والديهم من الكحولية. نتيجة لهذا الفشل، يرسمون صورة بائسة لأنفسهم قد تؤدي للاكتئاب.

### الانسحاب الكحولي

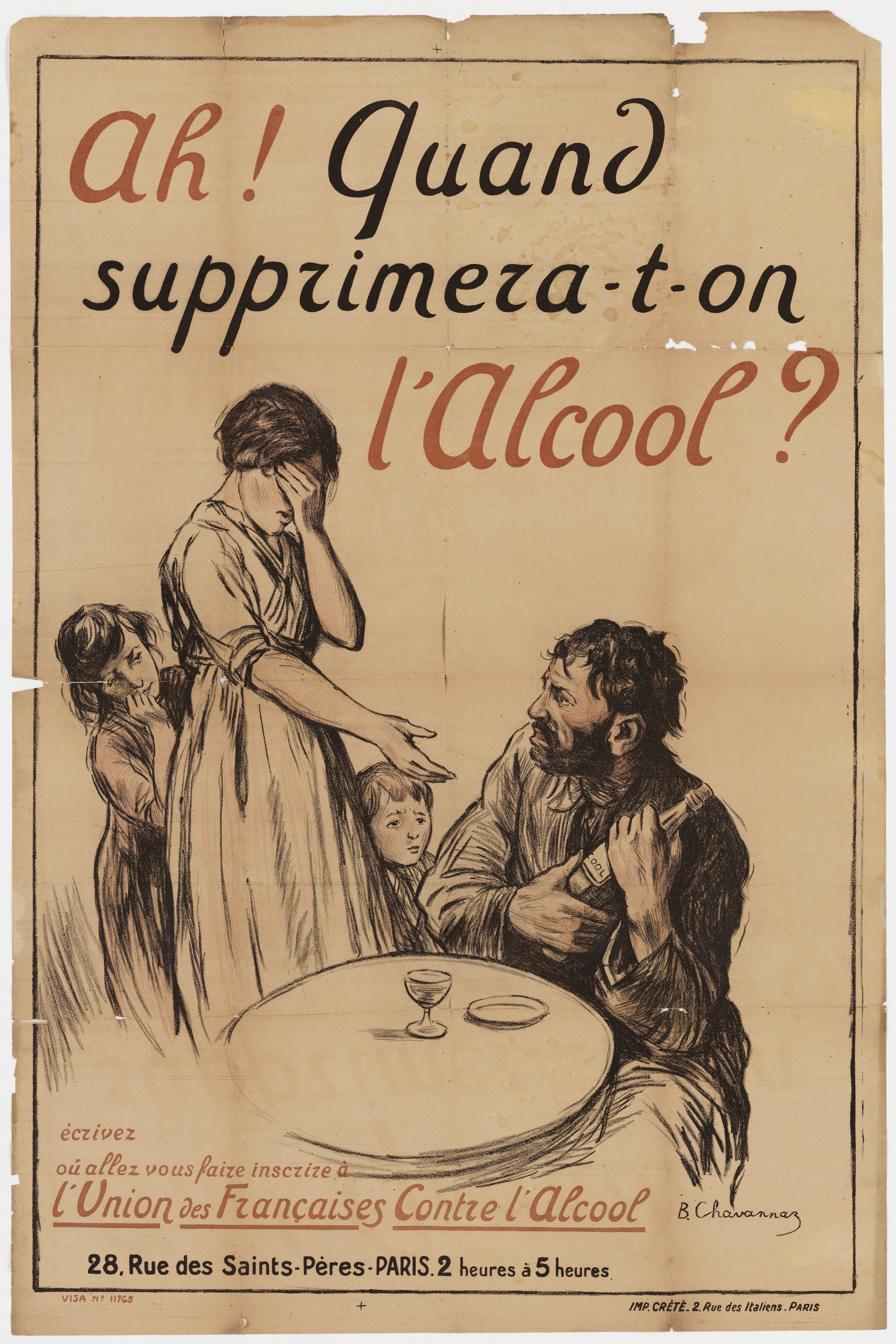
ملصق فرنسي يدعو للاعتدال في شرب الخمر من رابطة النساء الفرنسيات ضد الكحول. يقول الملصق "آه! متى سنقوم بإلغاء الكحول ؟"

كما هو الحال مع المواد المهدئة-المنومة، من أمثال الباربتيورات والبنزوديازيبين، الانسحاب من الاعتماد على الكحول قد يكون مميتًا إذا لم تتم إدارته بشكل مناسب. التأثير الرئيسي للكحول هو زيادة تحفيز مستقبلات غابا-أ؛ ما يثبط الجهاز العصبي المركزي. مع الاستهلاك الكبير والمتكرر للكحول، تقل حساسية تلك المستقبلات ويقل عددها؛ ما يؤدي لتحمل الكحول والاعتماد الجسدي. حين يتوقف إستهلاك الكحول بشكل مفاجئ للغاية، يعاني الجهاز العصبي للشخص من إطلاق غير منضبط للتشابكات العصبية. يؤدي هذا إلى أعراض تشمل القلق واختلاجات مهددة للحياة، وهذيان ارتعاشي، وهلاوس، وهزات، وقصور محتمل بالقلب. تشترك أنظمة ناقلات عصبية أخرى كذلك بالأخص الدوبامين، وحمض الجلوتاميك، و NMDA.
نادرًا ما تحدث أعراض الانسحاب الحادة الشديدة كالهذيان الارتعاشي بعد أسبوع من التوقف عن الكحول. مرحلة الانسحاب الحاد يمكن تعريفها على أنها تستمر بين أسبوع وثلاثة أسابيع. في الفترة بين 3 إلى 6 أسابيع بعد التوقف تشيع زيادة القلق والاكتئاب واضطراب النوم، الإرهاق والتوتر قد يستمران حتى 5 أسابيع كجزء من متلازمة ما بعد الانسحاب الحاد، يعاني حوالي ربع مدمني الكحول من القلق والاكتئاب لمدة تصل لسنتين. تلك الأعراض ما بعد الانسحاب الحاد تم وصفها كذلك في نماذج حيوانية نتيجة الإعتماد على الكحول والانسحاب. يحدث تأثير الإضرام كذلك في مدمني الكحول حيث تكون كل متلازمة انسحاب أصعب من سابقتها ويرجع هذا للتكيف العصبي الذي يحدث نتيجة لفترات التقشف المتبوعة بإعادة شرب الكحول. الأفراد الذين تعرضوا لعديد من حلقات الانسحاب أكثر عرضة لحدوث اختلاجات ويعانون من قلق أكثر شدة خلال الانسحاب من الكحول. يؤدي تأثير الإضرام إلى تغيرات وظيفية مستمرة في الدوائر العصبية في المخ. يؤدي الإضرام كذلك إلى زيادة شدة الأعراض النفسية للانسحاب الكحولي. توجد أدوات واستبيانات لاتخاذ القرار لمساعدة الأطباء في تقييم الانسحاب الكحولي. على سبيل المثال، أحد تلك النظم تضع أعراض الانسحاب الكحولي بشكل موضوعي لإرشاد القرارات العلاجية التي تسمح بإجراء مقابلة فعالة مع الاحتفاظ في نفس الوقت بالفائدة السريرية وصحتها وموثوقيتها، ما يضمن الرعاية المناسبة لمرضى الانسحاب، الذين يمكن أن يكونوا في خطر الموت.

## الأسباب

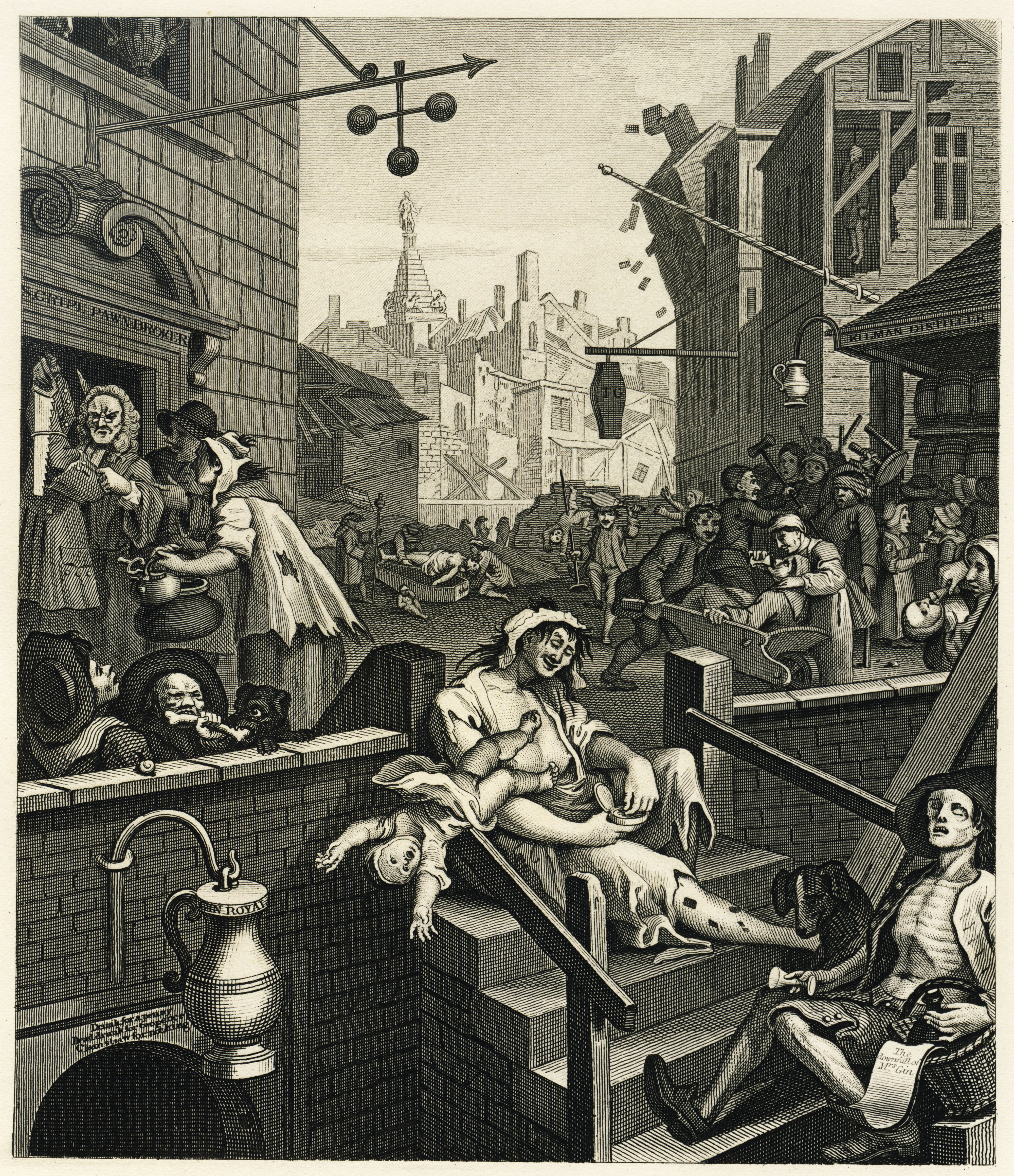
لوحة شارع البيرة وزقاق جن للفنان وليم هوجرت، 1751

يؤثر مزيج معقد من العوامل الوراثية والبيئية على خطر الإصابة بالكحولية.  الجينات التي تؤثر على أيض الكحول تؤثر كذلك على خطر الكحولية، ويمكن أن يشار إليها من قبل تاريخ عائلي من إدمان الكحول. وجد بحث أن استخدام الكحول في سن مبكرة قد يؤثر على التعبير الجيني الذي يزيد من خطر الاعتماد على الكحول. الأشخاص المعرضون وراثيا لإدمان الكحول هم كذلك أكثر احتمالًا لبدء الشرب في سن مبكر مقارنة بالمتوسط. كذلك، يرتبط بدء الشرب في سن أصغر بزيادة خطر إدمان الكحول، وحوالي 40% من مدمني الكحول يشربون الكحول بكميات كبيرة في أواخر المراهقة. ليس من الواضح بشكل كامل ما إذا كان ذلك الارتباط سببيًا، ويختلف بعض الباحثين مع هذا الرأي.
الصدمة النفسية الشديدة في الطفولة ترتبط بزيادة عامة في خطورة الاعتماد على الأدوية. يرتبط فقد الدعم من العائلة والزملاء بزيادة خطورة الإصابة بإدمان الكحول. ترتبط الوراثة والمراهقة بزيادة الحساسية للتأثيرات العصبية السامة لاستهلاك الكحول المزمن. يزيد انحلال القشرة المخية بسبب التأثيرات السامة للكحول من السلوك المندفع، ما قد يساهم في الإصابة باضطرابات استخدام الكحول واستمرارها وزيادة شدتها. هناك أدلة على أنه مع التقشف، يحدث ارتداد على الأقل لبعض التلف في الجهاز العصبي المركزي الناجم عن الكحول. ارتبط استخدام الحشيش مع مشاكل لاحقة في استخدام الكحول. كما ارتبط استخدام الكحول مع زيادة احتمالية استخدام التبغ والحشيش وعقاقير غير قانونية أخرى لاحقًا.

### التوفر
الكحول هو العقار الاستجمامي الأكثر توفرًا والأكثر استهلاكًا والأكثر إدمانًا. الجعة وحدها هي المشروب الكحولي الأكثر استهلاكًا في العالم، وهي ثالث أكثر المشروبات شعبية بشكل عام، بعد الماء والشاي. يعتقد البعض أنها أقدم مشروب مخمر.

### الفرق بين الجنسين
بناءً على بيانات مختلطة من استطلاعات قومية حول استعمال العقاقير، والصحة في 2004-2005، اختلف معدل إدمان الكحول في السنة السابقة بين الأشخاص البالغ عمرهم 12 سنة أو أكبر بحسب مستوى استعمال الكحول: 44.7% ممن شربوا بشراهة في الشهر السابق، و18.5% من شاربي الحفلات، و3.8% من غير شاربي الحفلات في الشهر السابق، و1.3% لم يشربوا كحول خلال الشهر السابق انطبقت عليهم معايير إدمان الكحول في العام السابق. كان للذكور معدلات أكبر من الإناث في كل مقاييس الشرب في الشهر السابق: أي استهلاك للكحول (57.5% مقابل 45%)، وشرب الحفلات (30.8% مقابل 15.1%)، والاستهلاك الشره للكحول (10.5% مقابل 3.3%) وكانت نسبة الذكور التي توافقت مع معايير الإدمان في العام الماضي ضعف نسبة الإناث (10.5% مقابل 5.1%).

### التنوع الوراثي
الفوارق الوراثية التي توجد بين المجموعات العرقية المختلفة تؤثر على خطر الإصابة بالاعتماد على الكحول. على سبيل المثال، توجد فوارق بين الجماعات الأفريقية والشرق آسيوية والهندية في كيفية أيضهم للكحول. تفسر تلك العوامل الوراثية جزئيًا المعدلات المختلفة للاعتماد على الكحول بين المجموعات العرقية. أليل نازعة هيدروجين الكحول ADH1 B*3 يسبب أيض أسرع للكحول. يوجد هذا الأليل فقط في ذوي الأصول الأفريقية وبعض القبائل من السكان الأصليين لأمريكا. الأمريكيون الأفارقة، والأمريكيون الأصليون الذين يملكون هذا الأليل لديهم خطر أقل لإدمان الكحول. مع ذلك، تمتلك الشعوب الأصلية في الأمريكتين معدل أعلى بكثير من إدمان الكحول مقارنة بالمعدل المتوسط، والسبب في ذلك غير واضح. تم اقتراح عوامل خطر أخرى مثل التأثيرات البيئية الثقافية مثل الصدمة النفسية لتفسير معدلات إدمان الكحول الأعلى بين الأمريكيين الأصليين مقارنة بالقوقازيين.
اكتشفت دراسة على الجينوم بالكامل لأكثر من 100,000 شخص أن التنوعات في جين KLB، الذي يرمز لبروتين عبر غشائي بيتا كلوثو، ترتبط بشدة باستهلاك الكحول. البروتين بيتا كلوثو هو عنصر أساسي في مستقبلات سطح الخلية للهرمونات المشاركة في تعديل الشهية للسكريات الأحادية والكحول.

## التشخيص

### التعريف

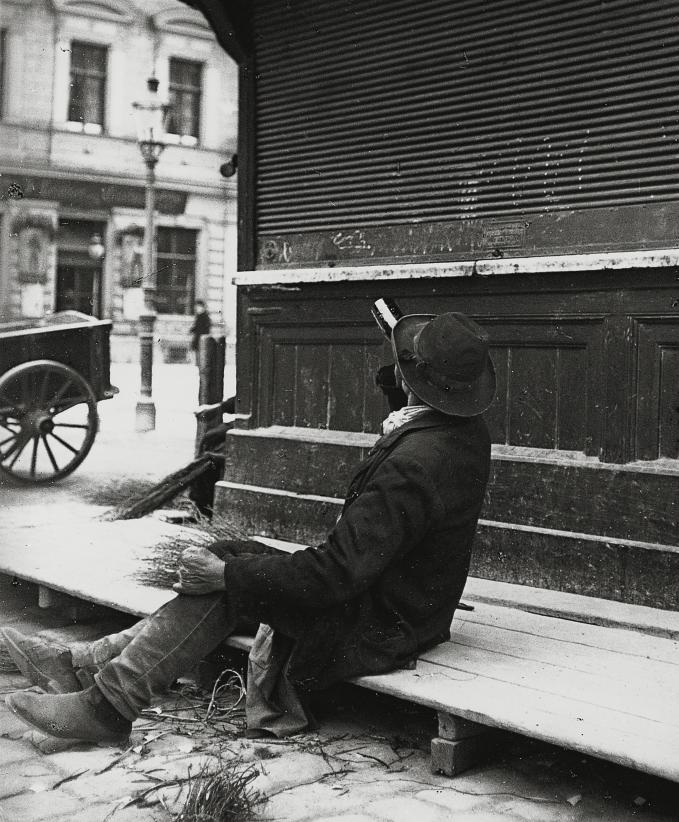
رجل يشرب من زجاجة خمر بينما يجلس على ممر، حوالي 1905-1914. الصورة بواسطة المصور النمساوي إيميل ماير.

سوء الاستخدام والمعاقرة والاستخدام الكثير للكحول كلها تشير للاستخدام غير المناسب للكحول، والذي قد يسبب أضراراً جسدية واجتماعية وأخلاقية للشارب. الإرشادات الغذائية للأمريكيين تعرف «الاستخدام المتوسط» على أنه ليس أكثر من مشروبين كحوليين في اليوم بالنسبة للرجال ومشروب واحد فقط بالنسبة للنساء. قد يشرب بعض الأشخاص أكثر من 600 مل من الكحول في اليوم خلال فترة من الشرب الثقيل. المعهد القومي لمعاقرة وإدمان الكحول يعرف شرب الحفلات على أنه كمية الكحول التي تجعل تركيز الكحول في الدم 0.08%، والذي يمكن الوصول إليه في أغلب البالغين عن طريق 5 مشروبات كحولية للرجال أو 4 للنساء خلال ساعتين. وفقًا للمعهد، قد يكون الرجال عرضة لخطر المشاكل المتعلقة بالكحول إذا تجاوز استهلاكهم للكحول 14 مشروبًا قياسيا في الأسبوع أو 4 مشروبات في اليوم، وقد تكون النساء عرضة لنفس الخطر إذا تجاوزن 7 مشروبات أسبوعية أو 3 مشروبات في اليوم. يعرف المعهد المشروب القياسي على أنه زجاجة جعة تزن 12 أونصة أو كأس من النبيذ يزن 5 أونصات أو 1.5 أونصة من المشروبات الروحية المقطرة. رغم هذه الخطورة، وجد تقرير في 2014 في البحث القومي حول معاقرة الأدوية والصحة أن حوالي 10% فقط من «شاربي الحفلات» أو «الشاربين بثقل» توافقوا مع معايير الاعتماد على الكحول، فيما توافق فقط 1.3% من غير شاربي الحفلات مع المعايير. استنتاج مستمد من هذه الدراسة هو أن الإستراتيجيات القائمة على الأدلة وخدمات الوقاية السريرية قد تقلل بفعالية من شرب الحفلات دون الحاجة لعلاج الإدمان في أغلب الحالات.

#### الكحولية
يستخدم مصطلح الكولية أو إدمان الكحول عامة بين عامة الناس، لكن بدون تعريف واضح. تسمي منظمة الصحة العالمية الكحولية «مصلح ذو استخدام طويل الأمد ومعاني متنوعة»، وتم تكريه استخدام المصطلح بواسطة لجنة خبراء تابعة لمنظمة الصحة العالمية في 1979. الكتاب الكبير (الذي أصدرته منظمة (مدمنو الكحول المجهولون) يشير إلى أنه بمجرد أن يصبح الشخص كوزليًا، فهو يصبح كحوليًا دائمًا، ولكن الكتاب لا يحدد معنى كلمة «كحولي» في ذلك الإطار. في 1960، قال بيل ويلسون الشريك المؤسس لمدمني الكحول المجهولين:
لم نقل أبدا أن الكحولية مرض لأنها فنيًا ليست كيان مرضي. على سبيل المثال، لا يوجد شئ يسمى مرض القلب. بل توجد اعتلالات قلبية عديدة منفصلة، أو مزيج من تلك الاعتلالات. هو شئ مشابه مع الكحولية. لم نكن نرغب في أن نخطئ في مهنة الطب عن طريق تسمية الكحولية ككيان مرضي. لقد أسميناها دائما معاناة - وهو مصطلح أكثر أمنًا بكثير. في الإطارات الحثية والاحترافية، يشمل مصطلح «الكحولية» أحيانا معاقرة الكحول والاعتماد على الكحول، ويعتبر أحيانًا مكافئ للاعتماد على الكحول. في 1989، لاحظ تالبوت أن الكحولية في النموذج المرضي التقليدي تتخذ مسارًا تقدميًا: إذا استمر شخص في الشرب، تسوء حالته. سيؤدي هذا إلى توابع ضارة في حياته جسديًا ونفسيًا وعاطفيًا واجتماعيًا.

#### أنماط جونسون
في 1980 اكتشف جونسون التطور العاطفي في استجابة المدمن للكحول. وينظر إلى ذلك في 4 مراحل. تعتبر أول مرحلتين مراحل شرب «طبيعية» فيما تعتبر المرحلتين الأخيرتين «شرب مدمن الكحول النموذجي». تتكون مراحل جونسون الأربعة من:
1. تعلم التقلب المزاجي: يدخل الشخص في عالم الكحول (في بعض الثقافات قد يحدث هذا في سن صغير نسبيًا)، ويستمتع الشخص بالشعور السعيد الذي يمنحه الكحول. في تلك المرحلة لا توجد تكلفة عاطفية.
2. السعي نحو التقلب المزاجي: يشرب الشخص لاستعادة ذلك الشعور بالابتهاج الذي جربه في المرحلة الأولى، سيزيد الشخص من الشرب لأن مزيداً من التسمم مطلوب للوصول لنفس التأثير. مجددا في تلك المرحلة، لا توجد عواقب كبيرة.
3. في المرحلة الثالثة توجد عواقب جسدية واجتماعية: أي خمار ومشاكل عائلية ومشاكل في العمل، إلخ. سيستمر الشخص في الشرب بغزارة متجاهلاً تلك المشاكل.
4. يمكن أن تكون المرحلة الرابعة ضارة، حيث ينوه جونسون بأنها خطر للموت المبكر. حيث يشرب الشخص في تلك المرحلة للوصول لشعور طبيعي، حيث يحجب المشاعر الساحقة الشعور بالذنب والندم والقلق والخزي التي يشعر بها حين لا يكون ثملًا.[97]

#### مراحل ميلام وكتشام للتدهور الجسدي
ركزت نظريات أخرى مثل نظرية ميلام وكتشام (1983) على التدهور الجسدي الذي يسببه استهلاك الكحول. يصفون تلك العملية في 3 مراحل:
1. مرحلة التكيف: لا يعاني فيها الشخص من أي أعراض سلبية، ويؤمن أن لديه القدرة على شرب الكحول دون مشاكل. تحدث التغيرات الفسيولوجية مع زيادة تحمل الكحول، ولكنها لن تكون ملحوظة للشارب ولا للآخرين.
2. مرحلة الاعتماد: في تلك المرحلة تتكون الأعراض بالتدريج. قد يحدث ارتباك بين أعراض الخمار الناتجة عن الشرب بغزارة وأعراض الانسحاب. يحافظ العديد من المدمنين على شرب الكحول لتجنب تعب الانسحاب، عن طريق شرب كميات صغيرة بشكل متكرر. ويحاولون إخفاء مشاكل الشرب لديهم عن الآخرين ويتجنبون التسمم الظاهر (الثمالة).
3. مرحلة التدهور: يحدث تلف في أعضاء متنوعة نتيجة الشرب طويل الأمد. تكون هناك حاجة لعلاج طبي في مركز إعادة تأهيل، وإلا فإن التغيرات المرضية ستسبب الوفاة.

#### الدليل التشخيصي والإحصائي للاضطرابات النفسية والتصنيف الدولي للأمراض
في علم النفس والطب النفسي، الدليل التشخيصي والإحصائي للاضطرابات النفسية هو المقياس العالمي الأكثر شيوعًا، بينما في الطب، التصنيف الدولي للأمراض هو المقياس. المصطلحات التي يوصون بها متشابهة لكنها ليست متطابقة.
| المنظمة                                             | المصطلح/المصطلحات المفضلة                               | التعريف |
| --------------------------------------------------- | ------------------------------------------------------- | --- |
| الدليل التشخيصي والإحصائي للاضطرابات النفسية - 4    | "معاقرة الكحول" و"الاعتماد على الكحول"                  | - معاقرة الكحول = الاستخدام المتكرر رغم العواقب العكسية المتكررة. - الاعتماد على الكحول = معاقرة الكحول ممزوجة مع تحمل الكحول، وأعراض انسحاب، ورغبة في الشرب غير خاضعة للسيطرة. مصطلح "كحولية" تم تقسيمه إلى "معاقرة الكحول" و"الاعتماد على الكحول" في الدليل التشخيصي الثالث في 1980، وفي مراجعته في 198 تم نقل الأعراض السلوكية من المعاقرة إلى الاعتماد. تم اقتراح أن يدمج الدليل التشخيصي الخامس المعاقرة والاعتماد في إدخال واحد جديد، يسمى "اضطراب استخدام الكحول". |
| التصنيف الدولي للأمراض العاشر لمنظمة الصحة العالمية | "الاستعمال الضار للكحول" و"متلازمة الاعتماد على الكحول" | تشبه التعريفات تلك في الدليل التشخيصي الرابع. تستخدم منظمة الصحة العالمية مصطلح "متلازمة الاعتماد على الكحول" بدلًا من الكحولية. مفهوم "الاستعمال الضار" تم تقديمه في التصنيف الدولي العاشر للأمراض في 1992 لتقليل نقص الإبلاغ عن الضرر في غياب الاعتماد. تمت إزالة مصطلح "كحولية" من التصنيف الدولي للأمراض. |

يمثل الدليل التشخيصي والإحصائي للاضطرابات النفسية لتشخيص الاعتماد على الكحول طريقة مقاربة واحدة لتعريف الكحولية. جزئيًا، يساعد هذا على تطوير بروتوكولات البحث التي يمكن فيها مقارنة النتائج ببعضها. وفقًا للدليل التشخيصي الرابع، تشخيص الاعتماد على الكحول هو: «استخدام الكحول دون تكيف مع وجود إعاقة كبيرة سريريًا كما يظهر بوجود ثلاثة على الأقل مما يلي خلال فترة عام واحد: تحمل الكحول والانسحاب وتناول الكحول بكميات أكبر أو لفترات أطول من المقصودة أو الرغبة أو حتى المحاولات الفاشلة في قطع الاستعمال أو التحكم فيه أو قضاء الكثير من الوقت في الحصول على الكحول أو استعماله أو التعافي من استعماله أو التخلي عن أنشطة اجتماعية أو وظيفية أو ترفيهية أو تقليلها أو استمرار الاستعمال  رغم معرفة العواقب الجسدية والنفسية.» على الرغم من عدم دقة المصطلح، إلا أنه توجد محاولات لتعريف كيفية تفسير مصطلح كحولية عند مواجهته. في 1992، عرفه المجلس القومي للكحولية والاعتماد على الأدوية والمجتمع الأمريكي لطب الإدمان على أنه «مرض أولي، مزمن يتميز بضعف السيطرة على التفكير والانشغال بالكحول واستهلاكه رغم عواقبه العكسية، والتشوهات في التفكير.» احتوى نظام فهرسة المواضيع الطبية على مدخل للـ«كحولية» منذ 1999.
تصف منظمة مدمني الكحول المجهولين الكحولية كعناء يشمل حساسية سدية (حيث تملك الحساسية معنى مختلف عن المستخدم في الطب الحديث) وهوس عقلي.:23 الطبيب وأخصائي الإدمان ويليام د.سيلكورث يكتب بالنيابة عن مدمني الكحول المجهولين أن «مدمني الكحول يعانون من حنين (جسدي) بعيدًا عن السيطرة العقلية».:XXVI تعتبر دراسة في 1960 قام بها إيرفين مورتون جيلنيك هي أساس النظرية المرضية الحديثة للكحولية. حد تعريف جيلنيك من استعمال كلمة كحولية. تمت مراجعة التعريف الطبي الحديث للكحولية عديد المرات منذ ذلك الوقت. تستخدم الجمعية الطبية الأمريكية كلمة كحولية للإشارة لمرض أولي مزمن معين.

### الحواجز الاجتماعية
يمكن أن تصنع المواقف والصور النمطية حواجز لاكتشاف وعلاج إدمان الكحول. يعتبر هذا الحاجز أكبر بالنسبة للنساء مقارنة بالرجال. الخوف من الوصم قد يؤدي لإنكار النساء لمعاناتهن من حالة مرضية وإخفاء شربهن والشرب وحدهن. هذا النموذج بدوره يؤدي لأن تكون الأسرة والأطباء والآخرون أقل احتمالًا للشك في أن امرأة يعرفونها هي مدمنة كحول. على العكس، نقص الخوف من الوصم قد يؤدي لاعتراف الرجال بأنهم يعانون من حالة مرضية وإظهار شربهم على الملأ والشرب في مجموعات. هذا النموذج بدوره يؤدي لأن تكون الأسرة والأطباء والآخرون أقل احتمالًا للشك في أن رجلاً يعرفونه هو مدمن كحول.

### التحري
العديد من الأدوات يمكن استخدامها لاكتشاف فقد السيطرة على استخدام الكحول. تلك الأدوات أغلبها بلاغات ذاتية في صورة استبيان. شكل آخر شائع هو درجة أو رصيد يختصر شدة الاستخدام العام للكحول.

استبيان القفص (CAGE)، يسمى وفقًا لأسئلته الـ4، هو نموذج يمكن استعماله للتحري عن المرضى سريعًا في مكتب الطبيب.
أظهر استبيان القفص فعالية كبيرة في اكتشاف المشاكل المتعلقة بالكحول، مع ذلك، فإن له قيوداً في الأشخاص الذين يملكون مشاكل متعلقة بالكحول ذات الشدة الأقل والنساء البيض وطلبة الجامعات.

تستخدم أحيانا اختبارات أخرى لاكتشاف الاعتماد على الكحول، مثل استطلاع بيانات الاعتماد على الكحول، الذي يعد اختباراً تشخيصياً أكثر حساسيةً من استبيان القفص. حيث يساعد على التمييز بين تشخيص إدمان الكحول وأحد استخدامات الكحول الثقيلة. اختبار ميشيغان لتحري الكحولية هو أداة تحري للكحولية تستخدم بشكل واسع بواسطة المحاكم لتحديد الحكم المناسب للأشخاص المدانين بجرائم متعلقة بالكحول، مع كون القيادة تحت تأثير الكحول هي الجريمة الأكثر شيوعا. اختبار التعرف على اضطراب استخدام الكحول، هو استبيان للتحري أنشأته منظمة الصحة العالمية، وهو فريد في كونه معتمداً في ست دول ويستخدم دوليًا. مثل استبيان القفص، يستخدم الاختبار مجموعة بسيطة من الأسئلة،  والأشخاص الذين يحققون نتائج عالية يخضعون لدراسة أعمق. اختبار بادنغتون للكحولية تم تصميمه لتحري المشاكل المتعلقة بالكحول بين أولئك الذين يحضرون قسم الطوارئ. يتوافق الاختبار بشكل جيد مع اختبار التعرف على اضطراب استخدام الكحول لكنه يحتاج خمس الوقت فقط قد تشير كذلك اختبارات دم معينة لاحتمالية إدمان الكحول.

### اختبار القابلية الوراثية
يقترح عالما الوراثة النفسية جون نورنبيرجر ولورا جين بيروت أن الكحولية ليس لها سبب واحد - ولا حتى الوراثة وحدها - بل إن الجينات تلعب دورًا هاماً «عن طريق التأثير على عمليات في الجسم والمخ تتفاعل مع بعضها البعض ومع التجارب الحياتية للفرد فتنتج حماية أو قابلية». كما يقرران أنه تم التعرف على أقل من 12 جينًا مرتبطًا بالكحولية، وأن المزيد ينتظر الاكتشاف. يوجد على الأقل اختبار جيني واحد للأليل المرتبط بإدمان الكحول والأفيون. تمتلك جينات مستقبلات الدوبامين البشرية أليل يمكن اكتشافه يسمى DRD2 TaqI polymorphism. أولئك الذين يملكون الأليل لديهم نزعة صغيرة ولكن هامة نحو إدمان الأفيون والعقارات المفرزة للإندورفين مثل الكحول. رغم أن هذا الأليل أكثر شيوعًا بقليل بين مدمني الكحول والأفيون، إلا أنه وحده لا يكفي للتنبؤ بالكحولية.

### اختبارات البولوالدم
توجد اختبارات موثوقة للاستخدام الفعلي للكحول، أحد الاختبارات الشائعة هو تركيز الكحول في الدم. لا تميز تلك الاختبارات بين المدمنين وغير المدمنين، مع ذلك، فإن الشرب الثقيل طويل الأمل له تأثيرات قليلة يمكن التعرف عليها في الجسم وتشمل:
- زيادة حجم كرية الدم الحمراء
- ارتفاع مستوى ناقلة الببتيد غاما غلوتاميل
- ارتفاع متوسط في مستوى ناقلة أمين الأسبارتات وناقلة أمين الألانين، والنسبة بينهما 2:1

فيما يخص الكحولية، تركيز الكحول في الدم مفيد في الحكم على تحمل الكحول، وهو بدوره علامة على الكحولية.
على أي حال، أي من اختبارات الدم تلك للعلامات الحيوية مساوي في الحساسية لاستطلاعات التحري.

## الوقاية
أنشأت منظمة الصحة العالمية، والاتحاد الأوروبي، ومؤسسات إقليمية أخرى، والحكومات والبرلمانات المحلية سياسات تتعلق بالكحول بغرض تقليل أضرار الكحول. استهداف المراهقين والشباب البالغ يعتبر خطوة مهمة نحو تقليل ضرر معاقرة الكحول. زيادة السن الذي يتاح فيه قانونيا شراء العقاقير التي يمكن إدمانها مثل الكحول، وحظر أو الحد من الدعاية للكحول تم التوصية بهما كطرق إضافية لتقليل ضرر الاعتماد على الكحول ومعاقرة الكحول. تمت التوصية كذلك بالحملات التعليمية الموثوقة والمسندة بالأدلة في الإعلام حول عواقب إدمان الكحول. كذلك تم اقتراح وضع قواعد إرشادية للوالدين لمنع سوء استخدام الكحول بين المراهقين، ومساعدة الشباب الذين يعانون من مشاكل نفسية وصحية.

## العلاج
تتنوع العلاجات نظرًا لتعدد مناظير الكحولية. أولئك الذين يتعاملون معها على أنها حالة طبية أو مرض ينصحون بعلاجات مختلفة عن، على سبيل المثال، أولئك الذين ينظرون لها على أنها اختيار اجتماعي. تركز أغلب العلاجات على مساعدة الأشخاص على إيقاف تعاطيهم للكحول، متبوعًا بتدريب حياتي و/أو دعم اجتماعي لمساعدتهم على مقاومة العودة لاستخدام الكحول. نظرًا لأن الكحولية تتضمن عوامل متعددة تشجع الشخص على الاستمرار بالشرب، يجب مواجهة تلك العوامل كلها لمنع الانتكاس. مثال على هذا النوع من العلاج هو إزالة السمية متبوعة بمزيج من علاج الدعم النفسي، وحضور مجموعات مساعدة ذاتية، وتطوير مستمر لآليات التعامل. يدعم مجتمع علاج الكحولية نموذجيًا تحمل صفري قائم على التقشف، إلا أن البعض يفضل مقاربة لتقليل الضرر.

### إزالة السمية
إزالة سمية الكحول (ديتوكس) لمدمني الكحول هو التوقف المفاجئ عن شرب الكحول بالتزامن مع استبداله بأدوية لها تأثيرات شبيهة لمنع متلازمة الانسحاب الكحولي، مثل بنزوديازيبين. الأشخاص المعرضون لأعراض انسحاب معتدلة لمتوسطة يمكن علاجهم كمرضى خارجيين. الأشخاص المعرضون لأعراض انسحاب شديدة بالإضافة لأولئك الذين لديهم حالات مراضة مشتركة حادة أو كبيرة يتم علاجهم كمرضى داخليين في المستشفى. لا تعالج إزالة السمية إدمان الكحول، ومن الضروري إتباعها ببرنامج علاجي مناسب لمعاقرة الكحول أو الاعتماد على الكحول لتقليل خطر الانتكاس. بعض أعراض انسحاب الكحول مثل الاكتئاب والقلق تحتاج أسابيع أو شهور لتنحسر فيما تستمر بعض الأعراض الأخرى لفترات أطول بسبب التكيفات العصبية المستمرة. للكحولية تأثيرات عكسية خطيرة على وظائف المخ، في المتوسط يحتاج الفرد لعام من التقشف للتعافي من العجز الإدراكي الذي نتج عن الاستخدام المزمن للكحول.

### نفسيا

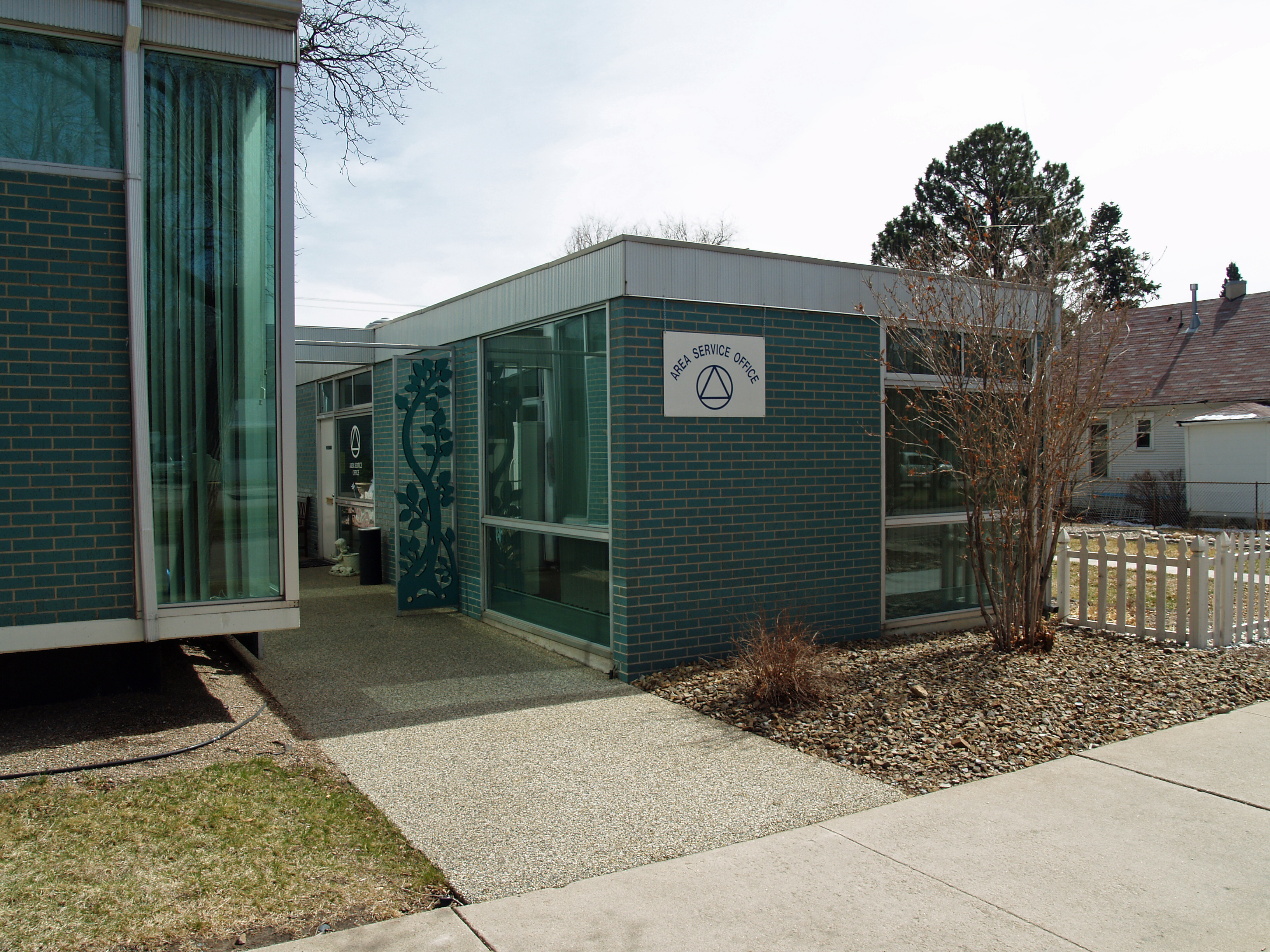
مركز خدمة إقليمي تابع لمدمني الكحول المجهولين.

يمكن استخدام أشكال متنوعة من العلاج الجماعي أو العلاج النفسي للتعامل مع المشاكل النفسية الكامنة المرتبطة بإدمان الكحول، بالإضافة لتوفير مهارات منع الانتكاس. أسلوب المساعدة المتبادلة والمشورة الجماعية هو أحد الطرق الشائعة لمساعدة مدمني الكحول على الحفاظ على الرصانة (الابتعاد عن الكحول). مدمنو الكحول المجهولون كانت واحدة من أولى المنظمات التي تأسست لتوفير المشورة المتبادلة غير المحترفة، ولا تزال الأكبر. تكونت العديد من المنظمات الأخرى وتشمل المنظمات المدنية للرصانة، ونساء من أجل الرصانة. برامج التقنين والاعتدال مثل «إدارة الاعتدال» و«اشرب بحكمة» لا تتطلب تقشفًا كاملًا. بينما أغلب مدمني الكحول غير قادرون على الحد من شربهم بهذه الطريقة، يعود البعض للشرب المعتدل. أظهرت دراسة أمريكية في 2002 بواسطة المعهد القومي لمعاقرة وإدمان الكحول أن 17.7% من الأشخاص الذين تم تشخيصهم بأنهم معتمدون على الكحول منذ أكثر من عام قد عادوا للشرب منخفض الخطورة. مع ذلك، هذه المجموعة كانت قد أظهرت أعراض أولية أقل للاعتماد. دراسة متابعة، باستخدام نفس الأشخاص الذين تم الحكم بأنهم في مرحلة سكون في 2001-2002، قامت بفحص معدلات العودة لمشاكل الشرب في 2004-2005. وجدت الدراسة أن التقشف عن الكحول كان الشكل الأكثر استقرارًا للسكون للمدمنين المتعافين. متابعة طويلة الأمد (60 سنة) لمجموعتين من الرجال مدمني الكحول توصلت لأن «نادرًا ما استمرت العودة للشرب المنضبط لأكثر من عقد دون انتكاس أو التطور لحد التقشف.»

## الشرب المعتدل
لا تضمن برامج تلتشيد والاعتدال في الشرب مثل منظمة تنظيم الاعتدال ومنظمة درينك وايز (DrinkWise) الامتناع التام عن الشرب، فبينما لا يتمكن معظم مدمني الكحول من الحد من شربهم بهذه الطريقة، يلجأ البعض للشرب المعتدل، فأظهرت دراسة أمريكية في عام 2002 قام بها المعهد الوطني لادمان الكحول والكحولية  أن 17,7 بالمئة من الأشخاص المصابين بادمان الكحول قبل أكثر من عام يعودون للشرب الذي لا يشكل خطورة كبيرة، ولكن أظهرت تلك المجموعة أعراض أولية أقل للإدمان.

### أدوية
في الولايات المتحدة توجد 4 أدوية مصدق عليها في الكحولية: ديسلفيرام، ونوعين من نالتريكسون، وأكامبروسيت. هناك العديد من الأدوية الأخرى تستخدم أبضا والعديد تحت الدراسة.
- بنزوديازيبينات، بينما هي مفيدة في علاج الانسحاب الكحولي الحاد، فإن استخدامها على المدى الطويل يسبب نتائج أسوأ في الكحولية. يمتلك مدمنو الكحول الذين يستخدمون البنزوديازيبينات بشكل مزمن معدل أقل لتحقيق التقشف من الكحول مقارنة بأولئك الذين لا يستخدمونه. تُوصَف تلك الفئة من الأدوية عادة لمدمني الكحول لعلاج الأرق أو القلق.[134] الشروع في وصفات البنزوديازيبينات والمهدئات المنومة في الأفراد في مرحلة النقاهة لديه معدل مرتفع من الانتكاس حيث يقر أحد الباحثين أن أكثر من ربع الأشخاص انتكسوا بعدما تم وصف المهدئات المنومة لهم. أولئك الذين يستخدمون البنزوديازيبينات على المدى الطويل يجب ألا يتم سحبه بسرعة منهم لتجنب حدوث قلق شديد وهلع، وهما عاملان خطر معروفان للانتكاس. وُجد أن أنظمة السحب التدريجي خلال 6-12 شهر هي الأكثر نجاحا، وتقلل شدة الانسحاب.[135][136]
- أكامبروسيت قد يساعد على استقرار كيمياء المخ التي تتبدل بسبب الاعتماد على الكحول عن طريق مناهضة أعمال حمض الجلوتاميك، وهو ناقل عصبي يكون مفرط النشاط في مرحلة ما بعد الانسحاب.[137] وذلك عن طريق تقليل نشاط NMDA المفرط الذي يحدث عند بداية الانسحاب الكحولي، يمكن أن يقلل أكامبروسيت أو يمنع التسمم العصبي المتعلق بالانسحاب الكحولي.[138] يقلل أكامبروسيت من خطر الانتكاس بين الأشخاص المعتمدين على الكحول.[139][140]
- نالتريكسون هو مناهض تنافسي لمستقبلات أشباه الأفيونيات، يقوم بفعالية بمنع تأثيرات الإندورفينات، وأشباه الأفيونيات. يستخدم نالتريكسون لتقليل الرغبة في الكحول وتشجيع التقشف. يسبب الكحول إفراز الجسم للإندورفينات، التي بدورها تفرز الدوبامين وتنشط مسارات المكافأة، بالتالي، حين يتواجد نالتريكسون في الجسم يحدث نقص في التأثيرات الممتعة لاستهلاك الكحول.[141] تدعم الأدلة نقص خطر الانتكاس بين المعتمدين على الكحول ونقص الشرب المفرط.[140] يبدو نالميفين كذلك فعالاً ويعمل بطريقة شبيهة.[140]
- ديسلفيرام يمنع إزالة أسيتالدهيد، مركب كيميائي ينتجه الجسم عند أيض الإيثانول. أسيتالدهيد نفسه هو السبب في العديد من أعراض الخمار من استخدام الكحول. التأثير الإجمالي يكون في صورة انزعاج شديد عند تناول الكحول: خمار غير مريح سريع للغاية وممتد لفترة طويلة. يثبط هذا مدمن الكحول عن الشرب بكميات كبيرة عند تناول الدواء.
- كالسيوم كاربيمايد يعمل بنفس طريقة ديسلفيرام، ويمتاز عنه بأن الأعراض الجانبية التي تحدث أحيانا مع ديسلفيرام مثل تسمم الكبد، والدوار لا تحدث مع كالسيوم كاربيمايد.[142]

طريقة سينكلير هي طريقة تستخدم نالتريكسون أو مناهض آخر لأشباه الأفيونيات لمعالجة الكحولية عن طريق تناول المريض الدواء قبل حوالي ساعة من شرب الكحول. يمنع الدواء تأثيرات التعزيز الإيجابي للكحول ويسمح للشخص بالتوقف عن الشرب أو الشرب بكميات أقل.
لا تدعم الأدلة استخدام مثبطات استرداد السيروتونين الانتقائية، أو مضادات الاكتئاب ثلاثية الحلقات، أو مضادات الذهان، أو غابابنتين.

### الإدمان والاعتماد المزدوجان
قد يحتاج مدمنو الكحول أيضًا لعلاج الإدمان أو الاعتماد على عقاقير نفسية أخرى. متلازمة الاعتماد المزدوجة الأكثر شيوعًا مع الاعتماد على الكحول هي إدمان البنزوديازيبين، حيث تظهر الدراسات أن 10-20% من المعتمدين على الكحول كانت لديهم مشاكل اعتماد أو سوء استخدام للبنزوديازيبينات مثل ديازيبام أو كلونازيبام. تلك الأدوية تعد عقاقير مسببة للاكتئاب مثل الكحول. يمكن أن تستخدم البنزوديازيبينات بشكل قانوني إذا تم وصفها بواسطة طبيب لعلاج القلق أو اضطرابات المزاج الأخرى، أو يمكن شراؤها بشكل غير قانوني عن طريق قنوات غير مشروعة. يزيد استخدام بنزوديازيبينات من الرغبة في الكحول وحجم الكحول المستهلك. إدمان البنزوديازيبين يتطلب تقليل حريص في الجرعة لتجنب متلازمة انسحاب البنزوديازيبين والعواقب الصحية الأخرى. الاعتماد على المهدئات المنومة الأخرى مثل زولبيديم، وزوبيكلون بالإضافة إلى الأفيوني والعاقير غير القانونية هو أمر شائع بين مدمني الكحول. الكحول نفسه يعمل كمهدئ منوم ويسبب تحمل تقاطعي مع المهدئات المنومة الأخرى مثل باربتيورات، وبنزوديازيبينات، واللابنزوديازيبينات. يمكن أن يكون الاعتماد على والانسحاب من المهدئات المنومة شديدًا من الناحية الطبية، وكما هو الحال مع سحب الكحول، هناك خطر الذهان أو الاختلاجات إذا لم يتم إدارتها بشكل صحيح.

## الانتشار

مجموع استهلاك المشروبات الكحولية للفرد سنويًا (+15) مقاسة بلتر الكحول النقي.

تقدر منظمة الصحة العالمية أنه اعتبارا من 2010 يوجد 208 مليون شخص مصابون بالكحولية حول العالم (4.1% من السكان فوق سن 15 سنة). تعد اضطرابات استخدام الأدوية مشكلة صحة عمومية كبرى تواجه العديد من الدول. «المادة الأكثر شيوعًا للمعاقرة أو الاعتماد بين المرضى الذين يحضرون للعلاج هي الكحول.» في المملكة المتحدة، بلغ عدد «الشاربين المعتمدين على الكحول» ما يزيد عن 2.8 مليون في 2001. حوالي 12% من البالغين الأمريكيين أُصيبوا بمشكلة اعتماد على الكحول في وقت ما من حياتهم. في الولايات المتحدة وأوروبا الغربية، 10-20% من الرجال، و5-10% من النساء يتوافقون مع معايير الكحولية في نقطة ما في حياتهم. امتلكت إستونيا أعلى معدل وفاة بسبب الكحول في أوروبا في 2005 حيث بلغ 8.8 لكل 100,000 مواطن.
في أوساط المجتمعات الطبية والعلمية، هناك إجماع فيما يخص الكحولية على أنها حالة مرضية. على سبيل المثال، تعتبر الجمعية الطبية الأمريكية الكحول عقار وتشير أن «إدمان العقار هو مرض مزمن، ومنكس للدماغ يتميز بسعي واستخدام مندفع للعقار رغم العواقب المدمرة غالبا. ينتج عن تفاعل معقد من القابلية الحيوية، والتعرض البيئي، والعوامل التطورية (مثل مرحلة نضج المخ).» تمتلك الكحولية نسبة انتشار أعلى بين الرجال، رغم أنه في العقود الحديثة، زادت نسبة الإناث المدمنات للكحول. تشير الأدلة الحالية أنه في الرجال والنساء، فإن الكحولية تكون محددة وراثيًا بنسبة 50-60%، ما يترك 40-50% للتأثيرات البيئية. يصاب أغلب المدمنين بالكحولية خلال المراهقة أو بداية البلوغ. تظهر علامات معاقرة الكحول في 31% من طلبة الكليات، فيما تبلغ نسبة الاعتماد على الكحول حوالي 6%. وفقًا للتعريف الجديد لمدمني الكحول في الدليل التشخيصي والإحصائي للاضطرابات النفسية، فإن حوالي 37% من طلبة الكليات يتوافقون مع المعايير.

## المآل

اضطرابات استخدام الكحول لكل مليون شخص في 2012
0–0
1–3
4–6
7–13
14–20
21–37
38–52
53–255

تقلل الكحولية عادة من متوسط العمر المتوقع للشخص بحوالي 10 سنوات. السبب الأكثر شيوعًا للوفاة بين مدمني الكحول هو المضاعفات القلبية الوعائية. هناك معدل انتحار عالي بين مدمني الكحول المزمنين، ويزيد المعدل بزيادة مدة شرب الشخص. يرتكب حوالي 3-15% من مدمني الكحول الانتحار، ووجدت الأبحاث أن أكثر من 50% من إجمالي حوادث الانتحار ترتبط بالاعتماد على الكحول أو مادة أخرى. ويُعتقد أن هذا يرجع للتشوه الفسيولوجي الذي يسببه الكحول لكيمياء المخ، بالإضافة للعزلة الاجتماعية. يشيع الانتحار للغاية كذلك بين معاقري الكحول المراهقين، حيث ترتبط 25% من حوادث الانتحار في سن المراهقة بمعاقرة الكحول. من بين أولئك المصابين بالاعتماد على الكحول بعد عام واحد، تنطبق على بعضهم معايير الشرب متدني الخطورة، رغم أن حوالي 25.5% فقط من تلك المجموعة تتلقى العلاج، ويكون الانفصال عن الكحول كما يلي: 25% لا يزالون معتمدين على الكحول، و27.3% في سكون جزئي (بعض الأعراض مستمرة)، و11.8% يشربون دون وجود أعراض (يزيد الاستهلاك من خطر الانتكاس)، و35.9% تعافوا بالكامل (عبارة عن 17.7% وصلوا للشرب متدني الخطورة و18.2% متقشفين تماما). على العكس، أشارت نتائج متابعة طويلة الأمد (60 سنة) لمجموعتين من الرجال مدمني الكحول أنه «نادرًا ما استمرت العودة للشرب المنضبط لأكثر من عقد دون انتكاس أو تطور لحد التقشف.»

## التاريخ

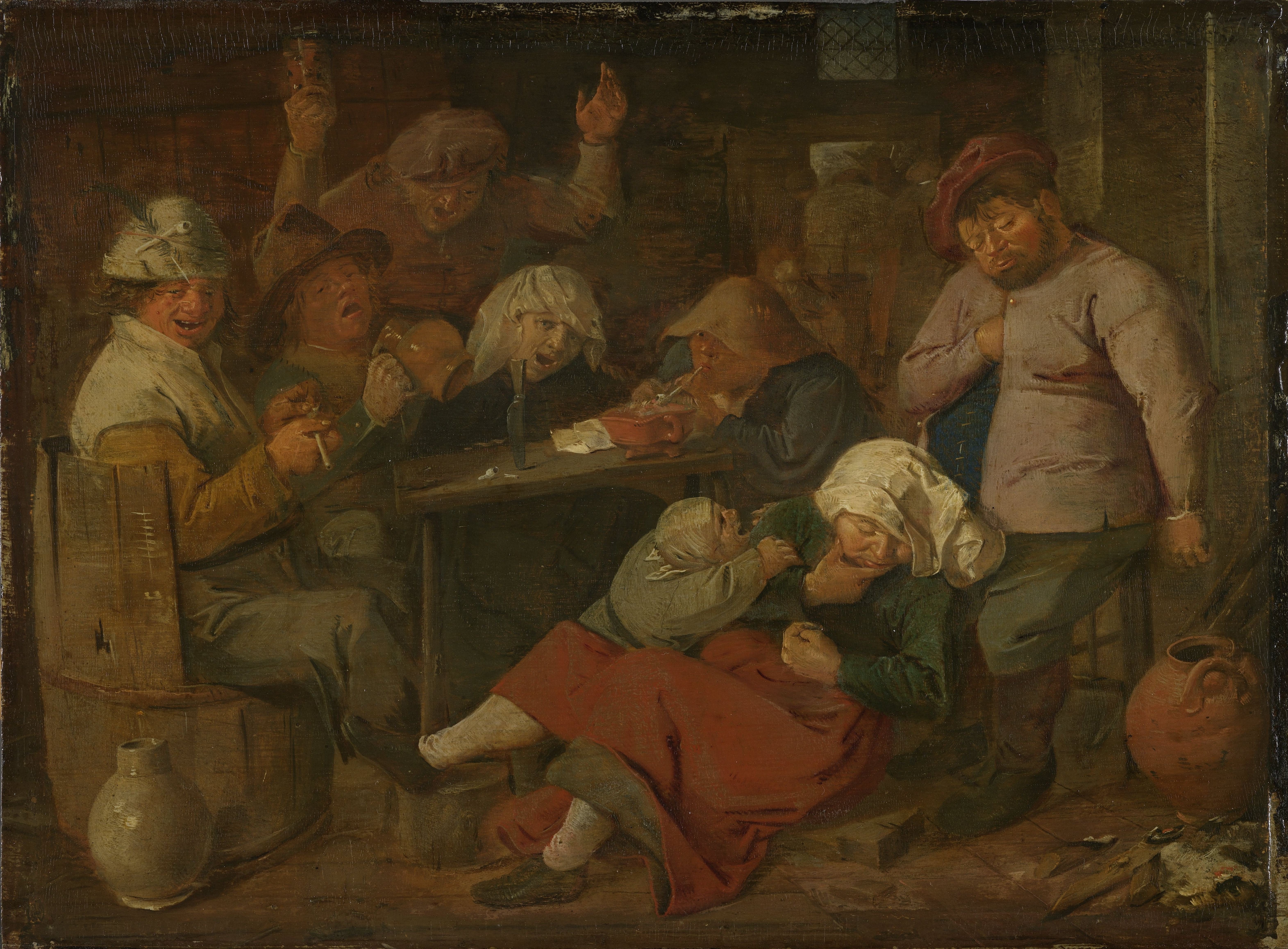
أدرين بروير، استراحة مع فلاحين سكارى، 1620

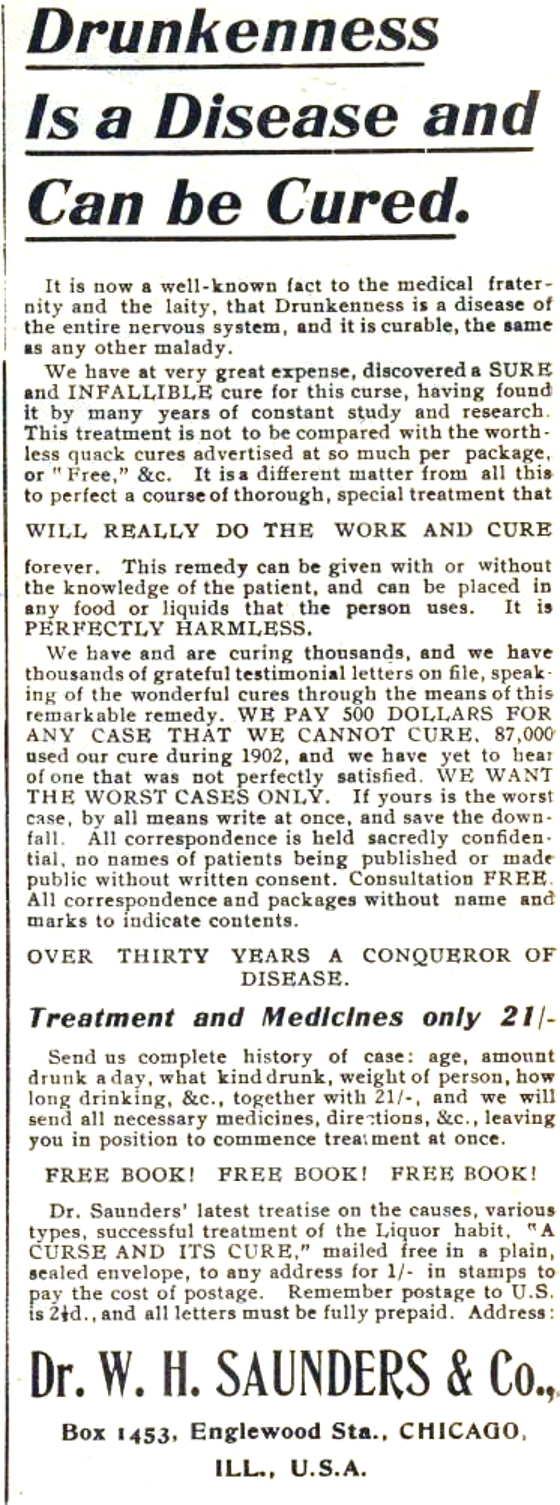
إعلان في 1904 يصف الكحولية بأنها مرض

تاريخيا، تمت صياغة مصطلح «هوس الشراب» بواسطة الطبيب الألماني كريستوف هوفلاند في 1819 قبل أن يحل محله مصطلح «الكحولية». بحظى المصطلح الآن بمعنى أكثر تخصصا. استخدم مصطلح «الكحولية» لأول مرة في 1849 بواسطة الطبيب السويدي ماجنس هاس لوصف التأثيرات العكسية النظامية للكحول. للكحول تاريخ طويل من الاستخدام وسوء الاستخدام عبر التاريخ المسجل. تسجل المصادر المصرية، والبابلية، والإنجيلية تاريخ المعاقرة والاعتماد على الكحول. في بعض الحضارات القديمة، تم تقديس الكحول، وفي حضارات أخرى، تمت إدانة معاقرته. سوء استخدام الكحول المفرط والسكر تم التعرف عليهما باعتبارهما يسببان مشاكل اجتماعية منذ آلاف السنين. مع ذلك، فإن تعريف السكر المألوف كما كان يعرف آنذاك وعواقبه السلبية لم يكن راسخًا طبيا حتى القرن الثامن عشر. في 1647، كان راهب يوناني يدعى أغابيوس أول من وثق أن سوء استخدام الكحول المزمن يرتبط بتسمم الجهاز العصبي والجسم ويؤدي لنطاق من المشاكل الطبية كالاختلاجات، والشلل، والنزف الداخلي. في 1920، أدت تأثيرات معاقرة الكحول والسكر المزمن إلى حظر الكحوليات في الولايات المتحدة ولكنه فشل، وكان عبارة عن حظر دستوري في الأمة بأكملها على إنتاج، واستيراد، ونقل، وبيع المشروبات الكحولية واستمر حتى 1933. في 2005 قُدر أن الكحولية تكلف اقتصاد الولايات المتحدة حوالي 220 مليار دولار سنويا، أكثر من السرطان والسمنة.

## المجتمع والثقافة
المشاكل الصحية المتنوعة المرتبطة باستهلاك الكحول طويل الأمد يتم إدراكها من العامة على أنها ضارة للمجتمع، على سبيل المثال، الأموال بسبب ساعات العمل المفقودة، والتكلفة الطبية بسبب الإصابات الناتجة عن السكر وتلف الأعضاء من الاستعمال المزمن، وتكاليف العلاج الثانوية، مثل تكاليف مراكز إعادة التأهيل ومراكز إزالة السمية. يعتبر استعمال الكحول عامل مساهم كبير في إصابات الرأس، وحوادث المرور، والعنف الأسري، والاعتداءات. إلى جانب التكاليف المالية الناجمة عن استعمال الكحول، توجد كذلك تكاليف اجتماعية كبيرة للشخص المدمن والعائلة والأصدقاء. على سبيل المثال، قد يؤدي استهلاك الكحول بواسطة امرأة حامل إلى متلازمة الجنين الكحولي، وهي حالة مدمرة غير قابلة للعلاج. تتراوح التكاليف الاقتصادية لمعاقرة الكحول وفقًا لمنظمة الصحة العالمية بين 1 إلى 6% من الناتج المحلي الإجمالي للدولة. ثبت تقدير أسترالي التكاليف الاجتماعية للكحول عند 24% من إجمالي تكاليف إدمان المواد، دراسة كندية مشابهة قالت أن مساهمة الكحول كانت 41%. قالت دراسة أن تكاليف سوء استخدام الكحول في المملكة المتحدة في 2001 بلغت 1.5-20 مليار جنيه استرليني. كان إجمالي التكاليف الاقتصادية في الولايات المتحدة في 2006 يقدر بـ223.5 مليار دولار.
الصور النمطية لمدمني الكحول توجد عادة في الخيال والثقافة الشعبية. «سكير المدينة» هو شخصية شائعة في الثقافة الشعبية الغربية. قد تكون الصورة النمطية للسكر قائمة على العنصرية أو رهاب الأجانب، كما في التصوير الخيالي للإيرلنديين على أنهم سكارى. تحاول دراسات بواسطة عالمي النفس الاجتماعي ستيفرز وغريلي أن توثق إدراك انتشار استهلاك الكحول بغزارة بين الإيرلنديين في أمريكا. يتشابه استهلاك الكحول نسبيا بين العديد من الثقافات الأوروبية، والولايات المتحدة، وأستراليا. في الدول الأسيوية التي تمتلك ناتج محلي إجمالي مرتفع، تزيد نسبة الشرب مقارنة بالدول الأسيوية الأخرى، ولكنها تظل أقل بكثير من الدول الأخرى مثل الولايات المتحدة. كذلك يمكن رؤية العكس، مع البلدان التي لديها ناتج محلي إجمالي منخفض جدا يظهر ارتفاع استهلاك الكحول. في دراسة على المهاجرين الكوريين في كندا، أبلغ المهاجرون أن الكحول جزء رئيسي من وجبتهم. كما أنهم يؤمنون أن الكحول ضروري في أي حدث اجتماعي حيث يساعد على بدء المحادثات.
يمتلك القوقازيون معدل تقشف من الكحول أقل بكثير (11.8%) وتحمل أكبر بكثير للأعراض (3.4±2.45 مشاريب) من الصينيين (33.4% و2.2±1.78 مشاريب على الترتيب). كذلك، كلما زاد الاستيعاب بين الثقافات، زاد تأثر الثقافة بعادات الشرب القوقازية. صبار وليمز، مادة نفسية نشطة، أظهرت تأثيرات واعدة في علاج الكحولية. في الواقع فقد حل الكحول محل صبار وليمز لدى الأمريكيين الأصليين في الطقوس بعدما تم تجريم صبار وليمز.

## البحث العلمي

### توبيرامات
توبيرامات، مشتق من السكر الأحادي الطبيعي فركتوز، وُجد أنه فعال في مساعدة مدمني الكحول في إيقاف أو تقليل كمية الكحول التي يشربونها. تقترح الأدلة أن توبيرامات يناهض مستقبلات حمض الجلوتاميك الاستثارية، ويمنع إفراز الدوبامين، ويعزز من وظيفة غابا. استنتجت مراجعة في 2008 عن فعالية توبيرامات أن نتائج المحاولات المنشورة واعدة، مع ذلك، فإن البيانات غير كافية لدعم استعماله بالتزامن مع تقديم استشارات أسبوعية قصيرة للامتثال كخط أول لعلاج الاعتماد على الكحول. وجدت مراجعة في 2010 أن توبيرامات قد يكون متفوقًا على الخيارات الدوائية المتاحة. يقلل توبيرامات الرغبة في الكحول وشدة الانسحاب الكحولي بفعالية ويحسن جودة الحياة.

### باكلوفين
باكلوفين، مناهض لمتسقبل غابا-ب، لا يزال تحت البحث كعلاج للكحولية. توصلت مراجعة منهجية في 2017 أنه لا توجد أدلة كافية للوصول لأي استنتاجات بشأن سلامة وفعالية باكلوفين.

### أوندانسيترون
أوندانسيترون، مناهض لمستقبلات 5HT3، ويبدو واعدًا كعلاج للكحولية.

### عقاقير الهلوسة
وفقًا لتحليل رجعي لست دراسات من ستينيات إلى سبيعنيات القرن الماضي فإن العلاج النفسي القائم على استخدام حبوب الهلوسة قد يكون علاجًا للكحولية، كما يرى بيل دبليو، مؤسس منظمة مدمني الكحول المجهولين، أن حبوب الهلوسة من الممكن أن تساعد مدمني الكحول على الوصول إلى الصحوة.

## الكحول والفحولة
يسبب الكحول الإيتيلي المادة المسببة للسكر تناقص هرمون الذكورة تستيستيرون وتزايد هرمون الأنوثة، وكلا الهرمونين يتواجدان عند الذكر والأنثى لكن نسبة هرمون الذكورة أعلى عند الذكر، ولذلك من الطبيعي للمدمن بعد سنوات أن تقل الأشعار التي تدل على مظاهر الذكورة كشعر الذقن وشعر الصدر وتكثر الدهون بتوزع مشابه للأنثى.
تأثيره على الخصية تصغر الخصيتان وتقل النطاف وصغر حجم الخصية مرتبط بقلة النطاف لأن حجمها مؤلف من 95% من النطاف.و التأثير على الخصية مضاعف فالكحول يثبط الخلايا المسؤولة عن صنع وتحرر التستيستيرون، ويثبطها عن طريق اضطراب الهرمونات الذي يحدثه.
تأثيره على الانتصاب : يضعف الانتصاب بوبسببقص نسبة التستيستيرون، وبسبب تدخل الكحول في النبضات العصبية، يقول ديفيد شوارتز من (جمعية العنانة العالمية): يؤثر الكحول مباشرة على الجهاز العصبي ويخفض الناقلية العصبية اللازمة للانتصاب وهذه حالة عكوسة تدوم مع بقاء مستوى الكحول مرتفعاً في الدم، ولكن إدمان الكحول لفترة طويلة يؤثر على الأعصاب المحيطية والمركزية ليسبب مشاكل انتصاب وعجز جنسي دائم بالمحصلة.
وسبب متابعة الشرب أو ابتداءه لغايات مقوية هو في الحقيقة إزالة الرادع العقلي عن الممارسة وليس تقويتها.
التأثير على الأنوثة: يصبح الجلد لدى المدمنات أكثر شيخوخة، والصوت أكثر خشونة، تفقد الشكل الأنثوي بفقد نسبة الخصر إلى الأرداف وقد تزداد الشعرانية ويزداد السلوك العدواني، وتتخرب الدورة الطمثية وقد يحدث العقم
وقد كان اليونان قديماً يحرمون الخمر ليلة الزفاف، وقال شكسبير في روايته مكبث عن الخمر (إنها تلهب الحماس وتحطم الأداء)

## الكحول والعنف
في مراجعة لدراسات تأثير الكحول والمخدرات على العنف أجراها الباحث بوشمان في 1993 وجد أن مثبطات الجهاز العصبي المركزي تزيد العدوانية، ولم تزدد العدوانية بمجرد وجود الكحول أو اعتقاد وجود الكحول، ولكن عند وجود الكحول حقيقة وإدراك وجوده، والسبب الدقيق لهذه الآلية الغريبة غير معروف، واقترح بعض الباحثين أن الكحول يعطل عمليات إدراك محورية ضرورية للردع الطبيعي عن التصرفات الخطرة والمتطرفة. وأكد أكثر من باحث هذه الآلية المفترض. ويؤثر الكحول بآلية اجتماعية أخرى وهي أنه غالباً ما يستهلك في بيئة مشجعة على العدوانية، فالناس في دور العبادة مثالاً يقل توجهها للعنف لعدد من الأسباب منها الشهود والعادات الاجتماعية والقواعد التي ترفض العنف، أما في البارات أيام العطل فهنالك جملة من مسهلات العنف والعدوانية ومنها الكحول وسلسلة العنف والأشخاص المتأهبين للعدوانية والذكور المتنافسين على الإناث بالإضافة إلى أن معظم الموجودين يتميزون بالهوية المجهولة نسبياً.

## الإدمان الكحولي في أمريكا
تشكل الكحولية أخطر مشكلة يعاني منها المجتمع الأمريكي فسوء استهلاك الكحول وكل المشاكل المرتبطة به تسبب كلفاً باهظة على المستوى الفردي والاجتماعي والصحي والمالي، وتشير الدراسات إلى أن 9% ممن يشربون سوف يتحولون إلى الإدمان الكحولي وأن نسبتهم في المجتمع الأمريكي 6% وتقول دراسات جرت في الثمانينات أن الرقم المؤكد للإدمان الكحولي الحقيقي هو 4% من سكان الولايات المتحدة (باعتبار أن هنالك تصنيفين واحد للكحولية وآخر لحالة أخف هي سوء استهلاك الكحول ولا توجد حدود دقيقة بينهما ولا زال تحديد من هو الكحولي أمراً خلافياً) وبناء على هذا الرقم المخفض يكون عدد المدمنين على الكحول أكثر من عشرة ملايين أمريكي.
علاقة التدين والكحول: أظهرت الدراسات الي قام بها (Cochran and Akers
1989; Berkowitz and Perkins 1986) أن الاعتقاد والالتزام الديني القوي بغض النظر عن نوع الانتماء الديني يمنع الشرب والإسراف في الشرب عند المراهقين وطلاب الجامعات.

## روابط خارجية
- Alcohol على مشروع الدليل المفتوح